# Det regner med frikadeller 2: Madkampen
Det regner med frikadeller 2: Madkampen (originaltitel Cloudy with a Chance of Meatballs 2) er en amerikansk computeranimationsfilm i 3D, produceret af Sony Pictures Animation og udgivet i 2013.